# Гарамян, Тигран Александрович
Тигран Александрович Гарамян (род. 24 июля 1984, Ереван) — французский шахматист, гроссмейстер (2009).
В 1997—2001 годах представлял Армению на молодёжных чемпионатах мира в различных возрастных категориях (лучший результат — 7-е место в категории до 16 лет в 2000 году). Дважды входил в состав сборной страны на юношеских шахматных Олимпиадах.
C 2004 года выступает за Францию. Победитель турниров в Каппель-ла-Гранде (2003), Ла-Фере (2004), Авуане (2005), Гонфревиль л'Орше (2006), Шарлеруа (2006, 2007), Никее, Фурми (оба — 2007), Бельведере-Мариттимо (2008), Каннах (2010).
В составе сборной Франции участник 21-го командного чемпионата Европы (2017) в г. Лимин-Херсонису.

## Изменения рейтинга
| Графики недоступны из-за технических проблем. См. информацию на Фабрикаторе и на mediawiki.org. |